# Nicky Butt
Nicholas »Nicky« Butt, angleški nogometaš, * 21. januar 1975, Gorton, Manchester, Anglija, Združeno kraljestvo.
Butt je kariero začel v klubu Manchester United, za katerega je med letoma 1992 in 2004 odigral 269 prvenstvenih tekem ter dosegel 21 golov v Premier League. S klubom je šestkrat postal angleški državni prvak, v sezonah 1995/96, 1996/97, 1998/99, 1999/00, 2000/01 in 2002/03, trikrat osvojil FA pokal, v letih 1996, 1999 in 2004, štirikrat angleški superpokal, v letih 1994, 1996, 1997 in 2003 ter Ligo prvakov in medcelinski pokal leta 1999. Med letoma 2004 in 2010 je igral za Newcastle United, za katerega je odigral 134 prvenstvenih tekem in dosegel pet golov. S klubom je leta 2006 osvojil pokal Intertoto ter leta 2009 angleško drugo ligo. Ob koncu kariere je kot posojen nogometaš igral še za Birmingham City ter nekaj tekem za hongkonški South China.
Za angleško reprezentanco je odigral 39 uradnih tekem ter nastopil na Svetovnem prvenstvu 2002 in Evropskem prvenstvu 2004.